# François-Joseph Genisset
François-Joseph Genisset, né le 24 novembre 1769 à Mont-sous-Vaudrey, et mort le 21 juillet 1837 à Besançon, est un savant humaniste français.

## Biographie
Après avoir fait d’excellentes études au collège de Dole, Genisset monta à Paris pour y perfectionner ses connaissances mais, obligé de se créer les ressources que ses parents ne pouvaient lui fournir, il entra comme répétiteur dans un pensionnat avant d’obtenir avec une place de commis dans les bureaux de la marine, celle de lecteur du prince de Poix.
La révolution de 1789 lui ayant fait perdre ses protecteurs, il revint à Dole, où il trouva dans le nouveau maire, Monciel, des dispositions bienveillantes. À la réorganisation du collège, il fut nommé professeur d’humanités et témoigna sa reconnaissance au maire par une Idylle imprimée en 1790, dans laquelle on trouve quelques imitations assez heureuses de Virgile, mais qui mériterait à peine d’être mentionnée, si plus tard elle n’était devenue la base d’une accusation contre le jeune poète.
Présenté par Monciel à Théodore de Lameth, colonel du régiment Royal-Étranger, alors en garnison à Dole, Genisset fut admis au club monarchique, dont il devint secrétaire rédacteur. Ce club ayant cessé d’exister en 1792, par la dispersion de la plupart de ses membres, Genisset, n’ayant pu les suivre dans leur exil, crut prudent de se rapprocher du parti victorieux et, soutenu de quelques amis qui consentirent à cautionner son patriotisme, il fut incorporé dans le club républicain de Dole.
Il existait entre Lons-le-Saulnier et cette ville une rivalité d’autant plus vive que la cause en était encore récente : Lons-le Saulnier avait été, comme ville plus centrale, désignée le chef-lieu du département du Jura, mais les habitants de Dole, ancienne capitale de la province, persuadés que leurs droits finiraient par être reconnus, n’attendaient qu’une occasion de les faire valoir. Lors des journées du 31 mai et du 2 juin 1793 qui virent l’exclusion et l’arrestation des députés girondins de la Convention nationale, sous la pression de la Commune de Paris et de la Garde nationale, les administrateurs du Jura se prononcèrent avec énergie contre les décrets arrachés à la Convention par la commune de Paris tandis que ceux de Dole se déclaraient, au contraire, pour la Montagne. Le 12 juin 1793, la société populaire de cette ville, dont Genisset était vice-président, signala, dans une adresse à toutes les communes du Jura, les administrateurs du département, comme des ennemis de la liberté.
À leur arrivée dans le Jura, le 4 aout, les délégués de la Convention, Bassal et Garnier de l’Aube, commencèrent par remplacer l’administration centrale de Lons-le-Saulnier, dont les membres venaient d’être mis hors de la loi, par une commission administrative établie à Dole. Genisset en fut nommé le secrétaire-général, ce qui le força, comme le cumul n’était pas permis à cette époque, d’abandonner sa chaire de professeur, pour accepter ce nouveau poste.
Au mois d’octobre suivant, il fut envoyé par Bassal, avec Lemare, dans les districts d’Orgelet et de Saint-Claude, pour y presser le départ des hommes en état de porter les armes, ainsi que la mise en arrestation des suspects. Les commissaires s’acquittèrent de cette mission avec un zèle qui leur valut les éloges du représentant. Bassal ayant été remplacé par Prost, Genisset obtint bientôt encore toute la confiance de celui-ci. Envoyé à Lons-le-Saulnier, pour s’assurer de la manière dont s’y exécutaient les lois révolutionnaires, il fut indigné des excès auxquels se livraient les chefs du club et les membres du comité de surveillance, et les signala, dans un rapport imprimé, en germinal an II, comme des hommes de sang et de pillage. Il ne quitta pas Lons-le-Saulnier sans avoir visité les détenus pour leur donner des consolations, en leur annonçant le retour aux idées d’ordre et de justice.
Le courage dont il avait fait preuve, dans cette circonstance, l’exposa aux attaques des révolutionnaires endurcis mais, comptant sur l’appui de Prost, il osa les défier et, le 2 floréal anII, il dénonça à la Convention le club de Dole comme un foyer d’intrigues. Cette nouvelle attaque ne resta pas sans réponse, et les clubistes signalèrent à leur tour Genisset comme un déserteur de la cause populaire. Prost, son protecteur, suspect de modérantisme, fut rappelé par la Convention et Genisset, qui n’aurait pu lutter seul contre ses nombreux ennemis, le suivit à Paris, où son patron lui fit obtenir un modeste emploi dans les bureaux du comité de sûreté générale. Ses ennemis ne l’y laissèrent pas tranquille et, parmi les pamphlets qu’ils publièrent, à cette époque, contre l’ex-secrétaire-général de la commission administrative du Jura, on ne citera que celui dans lequel on lui reproche sérieusement, entre autres griefs, d’avoir assisté, avec sa femme, à la messe, et même à vêpres, moins de huit jours avant son départ pour Paris. Le président Dumas se chargea d’appuyer les dénonciateurs et, le 1er thermidor, il accusa Genisset à la tribune des Jacobins d’avoir persécuté les patriotes du Jura. Ce reproche de la part d’un tel homme était alors un arrêt de mort et Genisset eût certainement été traduit au Tribunal révolutionnaire présidé par Dumas, sans la fin de la Terreur.
Après la chute de Robespierre, Genisset accepta la place de secrétaire du représentant Besson, son compatriote, envoyé dans différents départements pour réorganiser les administrations locales. Après avoir attaqué les jacobins alors qu’ils étaient puissants, il ne put se faire l’instrument de la réaction qui commençait contre eux, et rompit avec Besson. Ces mêmes jacobins, qu’il avait signalés le premier, ayant été massacrés, il oublia les excès dont ils s’étaient rendus coupables pour ne plus voir en eux que des victimes, et prêta même sa plume à Lemare et à quelques républicains du Jura, pour dénoncer au Directoire et aux deux conseils la conduite des autorités dans cette grave circonstance.
Peu propre, par son caractère et par la nature de ses talents à jouer un rôle dans une révolution, sa véritable carrière était celle de l’enseignement. Il n’avait quitté sa chaire qu’à regret et, n’ayant pu rentrer à l’École centrale, où l’on n’avait laissé qu’un professeur de langues anciennes, il se vit forcé de subvenir aux besoins de sa famille en donnant des leçons particulières de latin. Ayant cependant été, par la suite, nommé professeur au lycée de Besançon, établissement auquel il concourut à donner une grande réputation.
L’un des premiers membres de l’académie de cette ville, reconstituée en 1806, il lut, à la séance d’installation, un Discours sur l’accord des sciences et des lettres, lieu commun qu’il eut le secret de rajeunir. En 1809, il y prononça l’Éloge du professeur Seguin ; puis, en 1811, une Dissertation sur les origines de harangue latine. La même année, il concourut pour le prix proposé par l’université impériale à l’auteur du meilleur Discours latin sur la naissance du roi de Rome, et mérita dans cette lutte une honorable distinction. En 1818, il remplaça le professeur Simon, dans la chaire de littérature ancienne, à la faculté des lettres. Les devoirs de l’enseignement ne lui faisaient pas négliger ceux que lui imposait son titre de membre de l’académie. Président de cette compagnie en 1827, il en fut, la même année, nommé secrétaire perpétuel, place qu’il ne cessa depuis de remplir avec grand dévouement. Sur la fin de sa vie les honneurs vinrent le chercher : doyen de la faculté des lettres en 1834, il fut fait chevalier de la Légion d’honneur, l’année suivante.
Il avait entrepris une traduction de Tite-Live, qu’il abandonna lorsqu’il vit celle de Dureau de la Malle. L’éloge de Genisset a été prononcé à l’académie de Besançon par François Pérennès, son successeur à la double place de doyen et de secrétaire perpétuel. Son buste a été modelé par Huguenin.
Outre ses discours et dissertations cités, et ses ouvrages, Genisset a produit de nombreux rapports, publiés dans les Mémoires de l’académie de Besançon.

## Publications
- Examen oratoire des Églogues de Virgile, Paris, P. Didot, 1802, xiv-306, in-8° (OCLC 492346742, lire en ligne)Son enthousiasme pour le poète latin ne lui a permis de voir dans son ouvrage que des beautés. Toutefois, ce travail, remarqué, lors de sa publication, par Palissot, lui a valu le suffrage de quelques critiques.